# 魏恩伯拉
魏恩伯拉（德語：Weinböhla）是德国萨克森州的一个市镇，隶属于迈森县。总面积为19.02平方千米，截至2020年总人口为10342人。